# Blackmore's Night
Blackmore's Night es un grupo de folk renacentista liderado por Ritchie Blackmore (guitarra clásica y eléctrica) y Candice Night (letras y voz).

## Historia
La historia de Blackmore's Night se remonta a 1990 cuando Ritchie, entonces guitarrista de Deep Purple, conoció a Candice con la que compartía un apasionado interés por el Renacimiento.
Después de abandonar Deep Purple en 1993 y grabar un álbum con Rainbow llamado Stranger in Us All, en el que Candice intervino haciendo los coros, Ritchie comenzó a interesarse en la idea de llevar la música renacentista al público contemporáneo. En 1997 la pareja estaba preparada para empezar un nuevo conjunto. El nombre surgió de la unión de sus dos apellidos.
El álbum del debut, Shadow of the Moon fue un éxito inmediato, especialmente en Europa. Los álbumes siguientes, Fires at Midnight sobre todo, se caracterizaron por un incremento de música rock con guitarra sin perder una base de Folk rock. Con el paso del tiempo, Candice Night ha aumentado su participación, tanto como cantante cómo tocando un amplio abanico de instrumentos del Renacimiento. 
El grupo actúa en ferias y festivales renacentistas y medievales. También hace conciertos en solitario en locales característicos ambientados con su estilo. Así, hacen giras por castillos de Europa, donde tocan en ambientes históricos, para una audiencia a menudo vestida de época, como la gira realizada "Castle and dreams" (castillos y sueños).

## Miembros del grupo

### Miembros actuales
- Ritchie Blackmore - Guitarras, mandolina, domra, zanfoña
- Candice Night - Voz, chanter, cornamusa, shawm, rauschpfeife, pandereta
- Bard David of Larchmont (David Baranowski) - Teclados (desde mayo de 2003)
- Squire Malcolm of Lumley (Malcolm Dick) - Batería, percusiones (desde agosto de 2001)
- Gypsy Rose (Elizabeth Cary) - Violín (desde octubre de 2007)
- Earl Grey of Chimay (Mike Clemente) - Bajo, mandolina y guitarra rítmica (desde abril de 2008)

### Exmiembros
- Sisters of the Moon: Lady Madeline and Lady Nancy (Madeline y Nancy Posner) - Coros (julio de 2002 - octubre de 2007)
- Lord Marnen of Wolfhurst (Marnen Laibow-Koser) - Violín, flauta travesera, flauta dulce (julio de 2002 - diciembre de 2003)
- Chris Devine - Violín, flauta, guitarra (julio de 2000 - mayo de 2002)
- Carmine Giglio - Teclados (abril de 2000 - agosto de 2002)
- Mike Sorrentino - Percusión (abril de 2000 - agosto de 2001)
- Sir Robert of Normandie (Robert Curiano) - Bajo, guitarras (octubre de 2000 - octubre de 2007)
- Tudor Rose (Tina Chancey) - Violín, flauta (mayo de 2004 - octubre de 2007)
- Mick Cervino - Bajo (julio de 1997 - agosto de 2000)
- Marci Geller - Teclados y coros (junio de 1999 - mayo de 2001)
- Adam Forgione (septiembre de 1998 - enero de 2000)
- Alex Alexander (septiembre de 1998 - enero de 2000)
- Jessie Haynes - Guitarras, flauta dulce y coros (julio de 1997 - octubre de 1998) www.jessiehaynes.com
- Lady Rraine (Lorraine Ferro) - Coros (abril de 2002 - octubre de 2007)
- Baron St James (abril de 2007 - marzo de 2008)
- John O'Reilly (julio de 1997 - diciembre de 1997)
- Joseph James - Teclados (julio de 1997 - diciembre de 1997)
- Rachel Birkin - Violín (septiembre de 1998 - octubre de 1998)
- Marci Geller - Teclados y voz (junio de 1999 - mayo de 2001)
- Jim Hurley - Violín (junio de 1999 - mayo de 2000)
- Vita Gasparro (Lady Vita) - Guitarra y voz (julio de 2001 - diciembre de 2001)

### Músicos de sesión en estudio
- Pat Regan - Instrumentos de cuerda (1997–2008)
- Kevin Dunne - Batería (1998–1999)

## Discografía

### Álbumes
- Shadow of the Moon - 1997
- Under a Violet Moon - 1999
- Fires at Midnight - 2001
- Ghost of a Rose - 2003
- The Village Lanterne - 2006
- Winter Carols - 2006
- Secret Voyage - 2008
- Autumn Sky - 2010
- Dancer and the Moon - 2013
- All Our Yesterdays  - 2015
- Nature's Light  - 2021

### Álbumes en directo
- Past Times with Good Company - 2002
- Paris Moon - 2007
- A Knight in York - 2012

### Recopilaciones
- Minstrels and Ballads - 2001
- Beyond the Sunset: The Romantic Collection - 2004
- The Beginning - 2013

### DVD
- Castles and Dreams - 2005
- Paris Moon - 2007
- A Knight In York - 2012
- The Beginning - 2013

### Sencillos
- "Wish You Were Here" - 1997
- "Shadow of the Moon" - 1997
- "No Second Chance" - 1997
- "The Times They Are a Changin'" - 2002
- "Loreley" - 2003
- "Home Again" - 2003
- "All Because of You" - 2004
- "Way to Mandalay" - 2004
- "I'll Be There (Just Call My Name)" - 2005
- "Christmas Eve" - 2006
- "Olde Mill Inn" - 2006
- "Streets of London" - 2006
- "Hark the Herald Angels Sing" - 2006
- "Locked Within the Crystal Ball" - 2008
- "Highland" - 2010
- "The Moon is Shinning (Somewhere over the sea)" - 2013
- "Dancer and the Moon" - 2013